# Équipe de Slovénie de beach soccer
L'équipe des Slovénie de beach soccer est une sélection qui réunit les meilleurs joueurs slovènes dans cette discipline.

## Palmarès
Néant